# Podgorje Bistričko
Podgorje Bistričko es una localidad de Croacia en el municipio de Podgorje Bistričko, condado de Krapina-Zagorje.

## Geografía
Se encuentra a una altitud de 220 m s. n. m. a 36,3 km de la capital nacional, Zagreb.

## Demografía
En el censo 2011, el total de población de la localidad fue de 898 habitantes.